# 范康仁
范康仁（Fernando Ocáriz Braña，1944年10月27日－），是一位羅馬天主教司鐸、蒙席，主業團现任監督，繼2016年12月12日逝世的蔡浩偉主教後，成為聖施禮華的第三任繼承人。

## 簡歷
范康仁蒙席於1944年10月27日出生於因西班牙內戰（1936至1939年）逃難至巴黎的西班牙家庭。他在1966年自巴塞隆納大學畢業，取得物理學士學位。1969於宗座拉特朗大學取得神學碩士學位，以及1971年納瓦拉大學神學博士學位，他並在同年8月15日晉鐸。在他晉鐸後第一年的牧靈工作，特別是針對年輕人和大學生。
他自1986年起即為教會信理部的顧問，同時也是羅馬教廷其他部門的顧問：自2003年起的聖職部，以及自2011年起的宗座新福音推廣理事會。此外，自1989起，他亦是宗座神學院的會員。1980年代，他在新成立的宗座聖十字大學任教，他在那裏獲頒基本神學名譽教授終生職。
自1994年起，他便是主業團的副監督，2014年被任命為主業團的輔理監督。在過去22年以來，他陪伴前任監督蔡浩偉主教去到70多個國家進行牧靈旅程。在六十年代，身為神學學生，他曾與主業團的創辦人聖施禮華一起住在羅馬。自幼時起，他便是十足的網球愛好者，至今仍持續這項運動。